# Ростовска област
Ростовска област (рус. Ростовская область) је конститутивни субјект Руске Федерације са статусом области на простору Јужног федералног округа у европском делу Русије.
Административни центар области је град Ростов на Дону.

## Етимологија
Област носи име по административном центру, граду Ростов на Дону. Овај град основан је 1749. године, на месту древне грчке колоније Танаис, месту каснијих ђеновских и османских трговачких насеља, на реци Дону. Име реке постало је саставни део имена града како би се разликовало од имена старијег града Ростова.
Град је име добио по Светом Димитрију Ростовском, митрополиту Ростова Великог, а у чију част је подигнута прва црква (уједно и прва већа грађевина) у новом граду. Комунисти су касније порушили првобитну цркву, али град је задржао име све до данас.

## Становништво
| 1989.     | 2002.     | 2010.     |
| --------- | --------- | --------- |
| 4,308,654 | 4,404,013 | 4,277,976 |